# شيخ جبرييل (مقاطعة غيلانغرب)
شيخ‌جبرييل (بالفارسية: شیخ‌جبرییل) هي قرية تقع في كرمانشاه في إيران. يقدر عدد سكانها بـ 62 نسمة بحسب إحصاء 2016.